# Kumpel Joey
Kumpel Joey (ang. Pal Joey) – amerykańska komedia muzyczna z 1957 roku w reżyserii George'a Sidneya.

## Obsada
- Rita Hayworth – Vera Simpson
- Frank Sinatra – Joey Evans
- Kim Novak – Linda English
- Barbara Nichols – Gladys
- Elizabeth Patterson – Casey

## Nagrody i nominacje
| Nazwa nagrody | Wygrane                                                   | Nominacje |
| Oscar         | 1958 bez rezultatu                                        | 1958 Najlepsza scenografia Louis Diage, Walter Holscher, William Kiernan Najlepsze kostiumy Jean Louis Najlepszy dźwięk John P. Livadary Columbia SSD Najlepszy montaż Jerome Thoms, Viola Lawrence |
| Złoty Glob    | 1958 Najlepszy aktor w komedii lub musicalu Frank Sinatra | 1958 Najlepsza komedia lub musical Fred Kohlmar |
| WGA           | 1958 bez rezultatu                                        | 1958 Najlepszy scenariusz musicalu Dorothy Kingsley |